# ديان فليري
ديان فليري هي ممثلة إيطالية ولدت في فرنسا في 13 يوليو 1983.

## روابط خارجية
- ديان فليري على موقع IMDb (الإنجليزية)
- ديان فليري على موقع ألو سيني (الفرنسية)
- ديان فليري على موقع أول موفي (الإنجليزية)
- ديان فليري على موقع قاعدة بيانات الأفلام السويدية (السويدية)
- ديان فليري على موقع قاعدة بيانات الفيلم (الإنجليزية)
- ديان فليري على موقع كينوبويسك (الروسية)